# Opelt (cratère)
Pour les articles homonymes, voir Opelt.
Opelt est le vestige inondé de lave d'un cratère d'impact lunaire sur la mer des Nuées. Il se trouve au nord d'une formation similaire nommée Gould (en) et au nord-est de l'éminent Bullialdus.
Le cratère a été nommé d'après les astronomes allemands Friedrich Wilhelm Opelt (en) et son fils Otto Moritz Opelt.
Du bord d'Opelt, il ne reste qu'une légère élévation, l'intérieur ayant été inondé de lave. Le bord présente une large fracture à son extrémité nord et plusieurs fractures plus petites au sud et au sud-est. Le cratère satellite Opelt E se trouve à l'extrémité sud du bord occidental subsistant. Le sol intérieur est presque plat, à l'exception d'une légère élévation au sud-ouest, qui se prolonge par une crête ridée au sud.
Au nord d'Opelt, se trouve un système sinueux de rainures appelé Rimae Opelt. Celles-ci occupent un diamètre d'environ 70 km.

## Cratères satellites
Par convention, ces caractéristiques sont identifiées sur les cartes lunaires en plaçant la lettre sur le côté du point médian du cratère le plus proche d'Opelt.
| Opelt | Latitude | Longitude | Diamètre |
| ----- | -------- | --------- | -------- |
| E     | 17,0° S  | 17,8° O   | 8 km     |
| F     | 18,1° S  | 18,7° O   | 4 km     |
| G     | 16,8° S  | 17,2° O   | 4 km     |
| H     | 15,8° S  | 17,3° O   | 3 km     |
| K     | 13,6° S  | 17,1° O   | 5 km     |